# نادي ليبرفيل
نادي كانون 105 ليبرفيل لكرة القدم (بالفرنسية: Football Canon 105 de Libreville)‏ نادي كرة قدم غابوني يلعب في دوري الدرجة الأولى . تم تأسيس النادي في سنة 1975 .